# Список озёр и водохранилищ Индонезии
Ниже представлен список наиболее крупных озёр и водохранилищ Индонезии.

## Общие сведения
В Индонезии насчитывается 521 озеро, имеющее официальное название, а также более 100 водохранилищ. Их общая площадь составляет около 21 000 км², объём — около 500 км³. Крупнейшее (как по площади, так и по объёму) озеро страны — Тоба, которое содержит 240 км³ воды и по этому показателю является самым большим озером всей Юго-Восточной Азии. В Индонезии расположено два из двадцати самых глубоких озёр мира (11-е и 15-е место). Единственное озеро страны, имеющее криптодепрессию (его дно находится ниже уровня моря) — Матана.
В Индонезии распространены так называемые «морские озёра»: водоёмы, не имеющие выхода к морю, но которые сохраняют морской характер благодаря узким подводным соединениям с морем.

## Список
Сортировка по умолчанию — по алфавиту. Также любой столбец можно отсортировать по возрастанию / убыванию (по алфавиту / в обратном порядке), нажав на заглавие столбца.
| Название      | Тип           | Местоположение (провинция) | Площадь, км² | Макс. глубина, м | Фото | Комментарии |
| ------------- | ------------- | -------------------------- | ------------ | ---------------- | ---- | --- |
| Батур         | Вулканическое | Бали                       | 15,9         | 88               |      | Крупнейшее озеро Бали. Расположено в кальдере вулкана Гунунг-Батур. |
| Гунунг-Туджух | Вулканическое | Джамби                     | 9,6          | 40               |      | Расположено в кальдере потухшего вулкана Туджух. |
| Диатас        | Пресное       | Западная Суматра           | 12,3         | 44               |      | |
| Дибавах       | Пресное       | Западная Суматра           | 11,2         | 309              |      | |
| Керинчи       | Пресное       | Джамби                     | 46           | 97               |      | |
| Лаут-Тавар    | Пресное       | Ачех                       | 70           | 80               |      | |
| Манинджау     | Вулканическое | Западная Суматра           | 99,5         | 165              |      | |
| Матана        | Пресное       | Южный Сулавеси             | 164,1        | 590              |      | Единственное озеро страны, имеющее криптодепрессию (его дно находится ниже уровня моря). Самое глубокое озеро страны, 11-е по глубине в мире, самое глубокое озеро в мире из тех, что расположены на островах.                                                                                            |
| Пандан        | Пресное       | Северная Суматра           | 1,03         | 1,7              |      | Водородный показатель очень высок — до 9. |
| Паниай        | Пресное       | Папуа                      | 154          | 44               |      | Также известно как «озёра Уиссел»; фактически являются озёрной системой из трёх озёр: Паниай, Тиги и Таге. |
| Посо          | Пресное       | Центральный Сулавеси       | 323,2        | 450              |      | |
| Рава-Пенинг   | Пресное       | Центральная Ява            | 25—26,7      | 14               |      | Последние годы озеро заметно высыхает, так как активно используется для орошения, а также зарастает большим количеством растений (panicum repens, эйхорния толстоножковая, гидрилла). Имеет ряд крупных плавучих островов.                                                                                |
| Ранау         | Вулканическое | Южная Суматра и Лампунг    | 125,9        | 229              |      | |
| Сегара-Анак   | Вулканическое | Западная Нуса-Тенгара      | 11,3         | 230              |      | Крупнейшее озеро острова Ломбок и всей группы Малых Зондских островов. Образовалось в 1257 году в результате взрыва вулкана Самалас. Температура воды составляет 20–22 °C, что на 5-7 градусов выше нормы, так как близко ко дну находится слой магмы. Водородный показатель очень высок, составляет 7-8. |
| Семпор        | Водохранилище | Центральная Ява            | ≈12          | 42               |      | |
| Сентани       | Пресное       | Папуа                      | 104          | 52               |      | |
| Сентарум      | Пресное       | Западный Калимантан        | 275          | 8                |      | Крупнейшее озеро Калимантана. |
| Сингкарак     | Пресное       | Западная Суматра           | 107,8        | 268              |      | |
| Тамблинган    | Вулканическое | Бали                       | 1,6          | 90               |      | Озеро и окружающая его местность оберегаются от излишнего антропогенного воздействия и являются зоной «духовного туризма». |
| Темпе         | Пресное       | Южный Сулавеси             | 350          | 5                |      | |
| Тоба          | Вулканическое | Северная Суматра           | 1130         | 505              |      | Крупнейшее (как по площади, так и по объёму) озеро страны. Крупнейшее (по объёму — 240 км³) озеро всей Юго-Восточной Азии. |
| Товути        | Пресное       | Южный Сулавеси             | 561,1        | 203              |      | Крупнейшее озеро Сулавеси. |
| Тондано       | Пресное       | Северный Сулавеси          | 50           | 20               |      | Средняя глубина озера составляла 12 метров в 2010 году. При этом: в 1996 году — 18 м, в 1993 году — 23 м, в 1934 году — 40 м. |
| Чирата        | Водохранилище | Западная Ява               | 62           | 125              |      | Объём водохранилища — 2,16 км³ |